# C-Block
C-Block是来自长沙市的一个嘻哈說唱音乐组合，在2007年组成，目前成员包括盛宇（大傻 DamnShine）、功夫胖（施逸凡 Kungfu-Pen）和刘聪（Key.L）。他们从高中时代就开始接触HipHop并尝试创作，在HipHop音乐圈子里占据一席之地。早年主要创作长沙话的风趣、幽默而且反映人们生活的歌曲，成为本地年轻人热爱的团体，《长沙策长沙》是其中最出名的歌曲。他们坚持创作，先后发布《爆出口》、《三缺一》、《以下范上》、《淘金日记》等经典专辑。逐渐拥有全国知名度后，2018年因亮相選秀節目也在娛樂圈打響名堂。C-Block的音乐独立、强劲，有着独特的“江湖流”风格。是一个具高影响力和指标性的说唱组合，被认为是中国内地现存最久的嘻哈音乐团体。

## 经历
2007年，在大傻提议下，7位志趣相投的年轻人，正式成立了C-Block组合，由盛宇D-Shine、功夫胖Kungfu-Pen、KEY.L刘聪、西奥、刘帅、刘瑛博、袁瑞芳组成了第一代的7人组C-Block诞生了。
他们也在发布了首张mixtape《湘show》后，小有名气后，在2007年的12月登上了湖南经视的《越策越开心》，第一次走进了湖南观众的视野，后由于其他团队成员学业、人生规划等原因，成员逐渐变为现在的三人。
2009年，《旧日笔记》专辑发行，其中《莫名我就喜欢你》在当时十分受欢迎。就在这不断壮大的粉丝基数下，2010年6月，C-Block上了《快乐大本营》，再后来和董宝石、龙井说唱等音乐人一起上了 《天天向上》同样收获了很多曝光度。
2010年组员正式确定为3名，一直以风趣幽默，贴近生活，美化世界的态度做着独立，有爱，有劲的hiphop音乐，早期以方言说唱成为本地年轻人最为热爱的团体，在2012年正式成立了Sup Music厂牌，加上与来自香港的制作人萧启道（老道），乐团正在努力做出更多好听又具有特色的中文说唱，带来更多全新视听效果的现场。
2012年10月2日与厂牌所有艺人推出首张合集《SUPerTape》。
2012年C-Block也正式开始了自己的首次全国巡演。并和很多老歌一起组成了一张《老时光》，刘聪和小胖的《带我回家》尤受欢迎，聊到了很多功夫胖人在武汉的经历。C-Block富含长沙的文化，经常唱出长沙人民的心声，比如堵沉就是发出了长沙路况太堵的感叹，又如就是咯里（意为就是这里）唱出来长沙人民对长沙的爱与恨。他们拥有数万人的歌迷，湖南以外的地方也有C-Block的粉丝，许多粉丝为C-Block创建了官方网站。
2014年发布了首张专辑《爆出口》。也登上《天天向上》的舞台。
2016年他们带来自己的第二张专辑《三缺一》。
2017年1月23日发布专辑《以下范上》。
2018年2月，与兄弟厂牌Gosh Music一同到美国巡演。在芝加哥与Snoop Dogg同台。
2018年4月21日发布专辑《淘金日记》。
2018年，成員「功夫胖」 參加《中國新說唱》第一季並取得年度九強成績。
2019年，全員參加《中國新說唱》第二季，成員「大傻」取得總決賽季軍，「劉聰」獲年度七強。
2020年12月19日，C-Block登上了央視《我要上春晚》的节目现场，演唱了知名作品《江湖流》。
2021年4月23日，硬地围炉夜·2019-2020网易云音乐原创盛典正式播出。在硬地围炉夜现场，三人合体演唱新歌《涨价》。
2022年，全员参加爱奇艺综艺《中国说唱巅峰对决》。

## 成员

### 盛宇
盛宇（Damnshine），原藝名爲大傻，1988年5月28日出生於湖南省長沙市。C-Block主唱。中学时痴迷于街头文化和街球，继而了解Hip-Hop音乐。盛宇是长沙最早成名的battle King之一，2008年Iron Mic的上海四强。2007年他在livehouse自行舉辦了一個小型的battle活動，與當時15歲的小胖結识，並喚醒了他寫歌錄歌的衝動。直到後來，組成了早期的C-BLOCK至今。2019年8月30日，获得《中国新说唱2019》全国总决赛季军。2020年10月，以“魔王”身份参加爱奇艺华语青年说唱节目《中国新说唱2020》的“魔王挑战赛”。2021年8月，担任少年说唱节目《少年说唱企划》说唱导师团成员。9月，参加综艺《拳力以赴的我们》。
代表作《隆里电丝》、《笨女人》、《长河》、《荣耀我的Hood》、《天才病》、《訣愛·盡》。

### 刘聪
刘聪（Key.L），1988年8月13日出生于湖南省衡阳市，年少时的他成长于湖南衡阳的272核工厂。2006年的夏天，18岁的他从高中毕业，考到了长沙。某天，在篮球场上，他认识了一个孔武有力又憨厚的壮汉。细问之下，才发现对方也是88年生人。一来二去，两人渐渐熟络，他发现了对方对HipHop文化的热爱，两人一拍即合。这位“来自0734混迹0731”的衡阳人，并不会说长沙话，但是他和那位壮汉、一个胖子，再加上另外三四个人一起，组建了C-Block这一团体。2019年1月11日，发行个人首张音乐专辑《Key to L》。8月，参加《中国新说唱2019》，闯入年度七强。10月10日，发行个人第二张音乐专辑《街区故事》。2021年4月23日，获得硬地围炉夜·网易云音乐原创盛典“最受欢迎男音乐人奖”，并凭借和KAFE.HU合作的单曲《经济舱》获得“年度十大歌曲奖”。同年7月，在《说唱听我的》第二季担任说唱推荐官，8月参加芒果TV音乐竞演综艺《披荆斩棘的哥哥》。
代表作有《Hey KONG》、《经济舱》、《MY BOO》。

### 功夫胖
功夫胖（Kungfu-Pen），本名施逸凡，1991年9月23日出生于湖南省长沙市，C-Block成立时年仅16岁的功夫胖，作为团队里年龄最小的小弟弟，还在高二升高三的过程中，为前途奋斗着。在武汉音乐学院上学期间，功夫胖与音乐制作人老道一拍即合，合作了《灵魂列车》。之后成功吸引老道前来长沙加入Sup Music。再之后，便有了“Sup 的金牌制作人”老道的故事。 功夫胖让人惊艳的是他flow技巧和高水准押韵歌词。有着“湘江词王”称号的他，在歌词的制作上言之有物，又押得恰到好处。寓意更是相当深刻。他发行的歌同样也体现的淋漓尽致。2018年，参加爱奇艺音乐选秀节目《中国新说唱2018》，成为全国九强。2019年，参与录制《中国新说唱2019》。2021年，以“课程培训教务处”教师团成员的身份参加《少年说唱企划》。
代表作有《一代》、《无赖》、《跳跳蛙》、《再见Hip-Hop》。

## 音乐专辑

### 团体作品
注：C-Block有很多歌曲是在网易云音乐独家首播，因此以网易云音乐为准。下划线的歌曲表示内容以长沙话为主，部分统计可能不全。
| 名称                              | 日期       | 包括歌曲 |
| --------------------------------- | ---------- | --- |
| 老时光                            | 2014-04-04 | 《上学堂》、《你要哦改咯》、《我们毕业了》等，共17首 |
| 爆出口                            | 2014-04-18 | 《就是咯里》、《Super Pow》、《白沙》等，共15首 |
| 26岁的小孩                        | 2014-08-20 | 《26岁的小孩》、《没有钱》，共2首 |
| 七里八里                          | 2014-09-24 | 《七里八里》 |
| 野家拳                            | 2014-11-01 | 《野家拳》 |
| 出克耍                            | 2014-12-18 | 《出克耍》 |
| 老街的味                          | 2015-01-30 | 《老街的味》 |
| 初来炸到                          | 2016-01-11 | 《初来炸到》（与S.B.K合作） |
| 孤独症                            | 2016-02-14 | 《孤独症》 |
| 大闹天宫                          | 2016-02-22 | 《大闹天宫》 |
| 不可能撮过你                      | 2016-07-27 | 《不可能撮过你》 |
| 三缺一                            | 2016-09-30 | 《堵沉》、《七里八里》、《策长沙》等，共12首 |
| 未来主人翁                        | 2016-10-08 | 《未来主人翁》 |
| 英雄钢笔                          | 2016-10-20 | 《英雄钢笔》 |
| 三千里                            | 2016-12-07 | 《三千里》 |
| Walking On My Way                 | 2016-12-23 | 《Walking On My Way》 |
| 礼物                              | 2017-01-13 | 《礼物》 |
| 以下范上                          | 2017-01-23 | 《大闹天宫》、《野家拳》、《小蜜蜂》等，共16首 |
| Money Monster(《金钱怪咖》主题曲) | 2017-02-11 | 《Money Monster(《金钱怪咖》主题曲)》 |
| 跳跳蛙                            | 2017-02-21 | 《跳跳蛙》 |
| 顶两口                            | 2017-02-23 | 《顶两口》 |
| 唯一的                            | 2017-04-13 | 《唯一的》 |
| 1More                             | 2017-05-04 | 《1More》 |
| W.D.G.A.F [ CSC 2017Cypher ]      | 2017-05-18 | 《W.D.G.A.F [ CSC 2017Cypher ]》（另有Yee等人参与） |
| 躺椅                              | 2017-05-28 | 《躺椅》 |
| 淘金日记                          | 2018-04-21 | 《三人行》《蹦极》《无涯》《长河》《庐山》《醒来》《同路人》 《绿林好汉》《1More》《行运一条龙》《港口》《离骚》《百乐门》 《淘金日记》《Black Hoodie》 |
| 很高兴认识你                      | 2018-10-20 | 《很高兴认识你》 |
| 灯塔                              | 2019-12-23 | 《灯塔》 |
| 点亮现场行动 LIVE合辑             | 2020-12-28 | 《如果没有（点亮现场版）》《Hey Kong（点亮现场版）》《W.O.M.W.（点亮现场版）》                                                                          |
| 孤影                              | 2021-05-16 | 《孤影》 |

### 个人专辑
| 成员   | 名称      | 日期       | 包括歌曲                                                           |
| ------ | --------- | ---------- | ------------------------------------------------------------------ |
| 功夫胖 | 随口记    | 2017-06-02 | 《ONLY》、《野百合》、《COLD WORLD》、《灵魂列车》、《孤独症DEMO》 |
| 功夫胖 | D7STS     | 2018-09-23 | 《蛋》、《BUTTERFLY》、《0731》、《跳跳蛙2.0》、《躺椅》等，共13首 |
| 刘聪   | KEY to L  | 2019-01-11 | 《Intro》、《小黑屋》、《离家出走》等，共11首                      |
| 功夫胖 | 梦剧院    | 2020-08-07 | 《INTRO：影君子》、《梦剧院》、《OMAHA》等，共13首                 |
| 刘聪   | 街区故事  | 2020-10-10 | 《序章》、《街区故事》、《Hey KONG》等，共12首                     |
| 功夫胖 | SOUL TONE | 2021-12-09 | 《一代》、《正点》、《绿巨人》等，共11首                           |

## 奖项纪录
| 年份 | 屆次                           | 獎項                          | 結果 |
| ---- | ------------------------------ | ----------------------------- | ---- |
| 2013 | 中国嘻哈颁奖典礼               | 最受欢迎说唱团体              | 獲獎 |
| 2014 | 中国嘻哈颁奖典礼               | 最受欢迎说唱团体              | 獲獎 |
| 2017 | LIVE POWER AWARDS 独立音乐盛典 | Hip-Hop最佳现场               | 獲獎 |
| 2018 | 中国嘻哈颁奖典礼               | 最佳华语说唱专辑 《淘金日记》 | 提名 |
| 2019 | 融合嘻哈颁奖典礼               | 最受欢迎说唱组合              | 獲獎 |
| 2020 | 融合嘻哈頒獎典禮               | 最受歡迎說唱組合              | 提名 |
| 2021 | 硬地围炉夜·网易云音乐原创盛典  | 年度乐队/团体奖               | 獲獎 |
| 2021 | QQ音乐·融合嘻哈颁奖典礼        | 最受欢迎说唱组合              | 獲獎 |
| 2022 | 融合嘻哈颁奖典礼               | 最受歡迎說唱團體              | 提名 |